# Chandrahas Choudhury
Chandrahas Choudhury (* 1980 in Hyderabad, Indien) ist ein indischer Schriftsteller und Buchkritiker.

## Kurzbiographie
Chandrahas Choudhury wuchs in Bombay auf. Er studierte in Delhi und in Cambridge und lebt heute in Delhi. Choudhury ist als Literaturkritiker unter anderem für den Observer, die New York Times (Books Review) und den Sunday Telegraph tätig und schreibt seinen eigenen Literaturblog The Middle Stage. Mit seinem  Debütroman Arzee the Dwarf (Der kleine König von Bombay) gelang ihm in Indien 2009 der Durchbruch.

## Werke
- The Retreat & Other Stories, 1994,
- A harvest of verses (Writers Workshop redbird book), 1994
- Chitrotpala: A second harvest of verses (A Writer's Workshop redbird book), 1994
- Rainbow in my heart (A writer's workshop redbird book), 1995
- The Deadly Trio & Other Stories, 1997
- Dnyaneshwar Kulkarni Changes His Name, 2006
- India: A Traveler's Literary Companion (Traveler's Literary Companions)  (Jul 20, 2010)
- Arzee the Dwarf, Dezember 2009 (Deutsche Ausgabe: Der kleine König von Bombay: Roman, übersetzt von Kathrin Razum, Mai 2012, dtv.)